# (6519) Giono
(6519) Giono est un astéroïde de la ceinture principale.

## Description
(6519) Giono est un astéroïde de la ceinture principale. Il fut découvert par Eric Walter Elst le 12 février 1991 à l'observatoire de Haute-Provence. Il présente une orbite caractérisée par un demi-grand axe de 2,19 UA, une excentricité de 0,15 et une inclinaison de 5,71° par rapport à l'écliptique.
Il fut nommé en hommage à l'écrivain français Jean Giono.

## Compléments